# Famille de Beaumont (Dauphiné)
 (juillet 2022).
Si vous disposez d'ouvrages ou d'articles de référence ou si vous connaissez des sites web de qualité traitant du thème abordé ici, merci de compléter l'article en donnant les références utiles à sa vérifiabilité et en les liant à la section « Notes et références ».
Pour les articles homonymes, voir Familles de Beaumont et Beaumont.
La famille de Beaumont est une ancienne famille de la noblesse dauphinoise.
Le nom de Beaumont est l'un des plus communs et des plus répandus en France. La Chesnaye-Aubert ne cite pas moins de treize familles nobles qui le portent, et dans le Dictionnaire des postes, on trouve soixante localités appelées ainsi.

## Histoire
Cette famille a pour berceau le château de Beaumont (de Bellomonte), situé près de Crolles, à cinq lieues de Grenoble. « Les historiens, dit Gabriel Brizard, l'ont quelquefois appelé Beaumont de Crolles pour le distinguer de Beaumont-en-Trièves, qui n'en est éloigné que de douze à quinze lieues, et d'autres châteaux et villages du nom de Beaumont qui se rencontrent en Dauphiné et dans différentes provinces du royaume. »
À l'origine des premiers Beaumont, on trouve Humbert, qui signa comme témoin au bas d'une charte du prieuré de Domène en 1080 ; Pierre et Guigues, qui confirmèrent en 1108 plusieurs donations de leur père en faveur de l'église de Grenoble. Une vieille chronique, citée par Samuel Guichenon, dit que Soffrey de Beaumont suivit en Palestine, en 1147, Amédée III de Savoie, comte de Maurienne. Guy Allard et Brizart ont reproduit ce fait. S'étant distingué en Terre sainte, le pape Alexandre III lui inféoda quelques dîmes dans le Viennois par bulle du mois de mai 1163. Le nom et les armes de Soffrey de Beaumont ont été placés à la grande salle des Croisades du Musée de l'Histoire de France de Versailles.
Gustave Chaix d'Est-Ange écrit que la filiation suivie et prouvée par actes authentiques commence à Artaud Ier, seigneur de Beaumont et de la Freyte, chevalier, qui vivait en 1250.
Régis Valette fait débuter la filiation à l'année 1322.
Cette famille a donné entre autres personnages : Henri de Beaumont, qui se signala à la bataille de Varey en 1325 ; Artaud IV, auquel Amé III, comte de Genève, donna en 1327 l'investiture d'une forteresse : « Propaginis ejus famosa commendatio debet eidem merito suffragari » ; Amblard Ier, dit Le Grand Amblard, honoré pendant plus de vingt ans de toute la confiance du dernier des Dauphins, qui lui fit épouser une de ses parentes en 1336. La famille de Beaumont conserve encore, comme titres précieux, les lettres du roi Philippe de Valois de 1343, et celles du roi Jean et du Dauphin, depuis Charles V, de l'an 1354, qui établissent que la cession du Dauphiné à la France fut due en grande partie aux soins et au zèle d'Amblard Ier. Les fleurs de lis qui chargent la fasce du blason des Beaumont leur ont été concédées en souvenir de ce service selon une tradition.
Il faut mentionner encore : Humbert de Beaumont, seigneur à la fin du XIVe siècle, qui lutta tour à tour contre son cousin Louis de Poitiers, comte de Valentinois, contre le roi de Sicile et contre le Pape, souverain du comtat Venaissin[réf. nécessaire] ; Laurent de Beaumont de Saint-Quentin, Balthazar et Jean de Beaumont, compagnons du chevalier Bayard[réf. nécessaire] ; et enfin François de Beaumont, baron des Adrets.
Antoine de Beaumont se distingua dans les guerres de religion et périt sur le champ de bataille en 1573. Gaspard, son fils, mourut vers 1617 après s'être ruiné pour soutenir la cause royale[réf. nécessaire]. Charles de Beaumont d'Autichamp commanda l'arrière-ban de la noblesse du Dauphiné en 1690. Louis Joseph de Beaumont, marquis d'Autichamp, fut tué à la bataille de Lawfeld en 1747 ; son fils Jean Thérèse Louis Joseph, chevalier de Saint-Louis, colonel du régiment des dragons de son nom en 1789, suivit le comte d'Artois dans l'émigration, se distingua à la défense de Maestricht contre les troupes républicaines et fut nommé en 1814 ou 1815 lieutenant général des armées du roi. Il donna encore, à 92 ans, des preuves de bravoure et d'énergie au mois de juillet 1830 en défendant contre l'insurrection le Louvre, dont il était gouverneur.
Dans la marine, Antoine, « vicomte » de Beaumont, capitaine de vaisseau, commandant d'escadre, chevalier de Saint-Louis, se distingua dans la guerre de 1778 en s'emparant, le 11 septembre, d'une frégate anglaise après un combat ; Guillaume Joseph, baron de Beaumont, de la branche Verneuil d'Auty, capitaine de vaisseau, chevalier de Saint-Louis, fit la campagne des princes de 1792 ; son fils Adrien Jacques Joseph Charles, comte de Beaumont, chevalier de Malte, de Saint-Louis, de la Légion d'honneur, de Saint-Ferdinand d'Espagne et de Saint-Wladimir de Russie, décoré de la croix de bronze d'Autriche[réf. nécessaire], élevé dans l'intimité du Dauphin (Louis XVII)[réf. nécessaire], servit dans l'armée autrichienne, fit toutes les campagnes contre Napoléon Ier, et fut sous la Restauration capitaine d'état-major de la garde royale, puis chef d'escadron au 12e chasseurs. Ses deux fils Arthur et Stanislas de Beaumont, entrés jeunes au service d'Autriche, y étaient encore lors des luttes révolutionnaires de 1848 et 1849 à Vienne, en Hongrie et en Italie.
Christophe de Beaumont, archevêque de Paris 1746-1781, adversaire des philosophes et des jansénistes ;
Charles Marie Auguste Joseph, comte d'Autichamp, lieutenant général en 1814, pair de France en 1815, décoré de l'ordre de Saint-Ferdinand d'Espagne, commandeur de la Légion d'honneur[réf. nécessaire], naguère chef du nom et des armes de la famille de Beaumont, capitaine adjudant-major dans la garde du roi Louis XVI à la journée du 10 août, devint un général vendéen et qui, à la mort de Stofflet, commanda en chef les débris de l'armée d'Anjou. En 1815, on le retrouva à la tête du mouvement royaliste de l'Ouest, et, en 1832, fidèle à l'appel de madame la duchesse de Berry. Poursuivi et condamné à mort par contumace, il passa quelques années dans l'exil, et, s'étant constitué prisonnier, il fut acquitté par le jury d'Orléans ; il vivait depuis cette époque dans la retraite où la mort l'a frappé le 6 octobre 1859.
On ne trouve point d'érections de terres en faveur de cette famille, mais au nombre de ses plus anciennes possessions se trouvent les baronnies du Repaire et des Adrets.
Elle a joui des honneurs de la cour en 1758 et 1761 en vertu de preuves faites au cabinet des Ordres du Roi.

## Branches
Des branches qu'a formées la famille de Beaumont, il en reste quatre :

### Branche d'Autichamp
Charles Marie Auguste Joseph, comte de Beaumont d'Autichamp, lieutenant général des armées du roi, pair de France, chef du nom et des armes de sa famille, né à Angers, le 8 août 1770, mort au château de la Roche Faton, le 6 octobre 1859, marié à Marie Élisabeth Charlotte Henriette Julie de Vassé, dont :
- Marie Pierre Charles, « vicomte » d'Autichamp, né en 1797, capitaine de carabiniers, démissionnaire en 1830 ;
- Marie Antoine Paul César Achille, comte d'Autichamp, officier aux lanciers de la garde royale, démissionnaire en 1830, marié à Félicie Marie Gabrielle de Suzannet, veuve en 1848, dont :

1. Marie Charles Adhémar de Beaumont ;
2. Marie Louise Noémie de Beaumont ;
3. Marie Charlotte Clémentine Emma de Beaumont.

- Marie Gabriel Joseph Amblard, comte d'Autichamp, marié à Marie Antoinette Adeline de Maupas dont : Marie Augustine de Beaumont.
- Marie Charles Anatole, comte d'Autichamp, marié à Gabrielle Janvre de Bernay, dont :

1. Marie Charles Louis Hubert Anatole ;
2. Marie Charles Christophe Adrien ;
3. Marie Hubert Stanislas Gabriel Hippolyte ;
4. Marie Charles Louis Amblard Anatole.

- Marie Élisabeth Urbaine Antoinette Henriette de Beaumont, mariée en 1825 à Auguste Balthazar Charles Pelletier, comte de la Garde, pair de France, maréchal de camp ancien ambassadeur.

### Branche de Saint-Quentin
Paul Hyacinthe Christophe, « marquis » de Beaumont Saint-Quentin, ancien garde du corps, marié à Anne Marie Joséphine Emé de Marcieu, fille du comte Éléonore Emé de Marcieu, et de Charlotte de Cossé-Brissac, dont : Raoul Adrien Paul Christophe, né 3 novembre 1852.
Claude Charles Alexandre, « comte » de Beaumont Saint-Quentin, né en 1799, ancien garde du corps, marié en 1821 à Louise Taché, dont postérité.

### Branche de Verneuil d'Auty
Christophe Amblard Jean Éliacin, « marquis » de Beaumont, né en 1823.
Adrien Jacques Joseph Charles, « comte » de Beaumont ancien officier supérieur de cavalerie, chevalier de Saint-Louis, etc., marié à Antoinette Anne Victorine de Chaumont de Mareil, fille d'Antoine Charles de Chaumont, comte de Mareil, chevalier de Saint-Louis, maréchal de camp, et d'Antoinette Françosie Brochet de Saint-Prest, comtesse du Plessis-Choisel, dont :
- Marie Antoine Arthur, « comte » de Beaumont, capitaine de cavalerie au service d'Autriche, chambellan de Sa Majesté Impériale et Royale, marié 17 octobre 1853 à Mélanie Geneviève Louise de Bessay, fille du comte Paul Isaac Benjamin de Bessay et de Geneviève Nelly Henriette Gazeau de la Boissière, dont :

1. Marie Antoinette Geneviève Adrienne Charlotte, née 21 avril 1855 ;
2. Marie Antoinette Pauline, née 10 avril 1856 ;
3. Henriette Marie Thérèse Louise, née 19 septembre 1857, filleule de M. le comte et de madame la comtesse de Chambord ;
4. Marie Stanislas Mélanie Marguerite, née 25 août 1858.

- Stanislas Marie Joseph, « comte » de Beaumont, né en 1825, commandant d'escadron au service d'Autriche, marié 10 juin 1856 à Marie de Récourt ;
- Henriette Thérèse Françoise de Beaumont, née en 1823, mariée en 1844 à Joseph Jacques Ladislas de Chastenet, comte de Puységur ;
- Marie Françoise Hortense de Beaumont, née en 1833, mariée 10 avril 1855 à Casimir, comte de Bruc de Montplaisir.

### Branche du Repaire
Christophe Louis, « marquis » de Beaumont, chevalier de Saint-Louis, ancien officier de cavalerie, marié en 1820 à Geneviève Thérèse Charlotte d'Astin, dont :
- Isabelle Charlotte de Beaumont, né en 1821 ;
- Humbert Guillaume Louis, né en 1827 ;
- Armand Christophe, né en 1830 ;
- Armande Marie, née en 1840.

Aymar François Louis Guillaume de Beaumont, né en 1819, marié en 1857 à Albertine de Solages ;
Armande Euphrosine Louise de Beaumont, mariée à M. de Calbiac ;
Élisabeth Marie Louise de Beaumont, mariée à M. de Bonald ;
Joseph Emmanuel Raoul de Beaumont, né en 1829 ;
Christophe Victoire Amable, « vicomte » de Beaumont, « marquis de Beynac », marié à Irène Coignet, dont : Soffrey de Beaumont, né 24 juin 1857.
Antoine Jean Baptiste Amblard, « comte » de Beaumont, marié à Bonne Françoise Thaïs de Perrochel, veuve en 1843, dont : Pauline Françoise Marie de Beaumont, mariée 9 avril 1852 à Alfred Adrien, comte de Noailles ;
Christophe Amable Amédée, « comte » de Beaumont, officier d'état-major, démissionnaire en 1830, marié en 1829 à Marie Élisabeth de Beaumont, sa cousine germaine.

## Personnalités
- François de Beaumont, baron des Adrets, (1512 ou 1513 - 1587), capitaine protestant puis catholique durant les guerres de Religion en Dauphiné.
- Christophe de Beaumont (1703-1781), archevêque de Paris.
- Antoine de Beaumont (1733-1805), chef d'escadre, député de la noblesse de la sénéchaussée d'Agen pour les États-Généraux de 1789.
- Jean Thérèse de Beaumont d'Autichamp (1738-1831), lieutenant général des armées du roi (1814), grand-croix de l'ordre de Saint-Louis.
- Charles Marie de Beaumont d'Autichamp (1770-1848), lieutenant général des armées du roi (1814), pair de France héréditaire au titre de comte d'Autichamp (1815), chevalier de l'ordre du Saint-Esprit (1825).

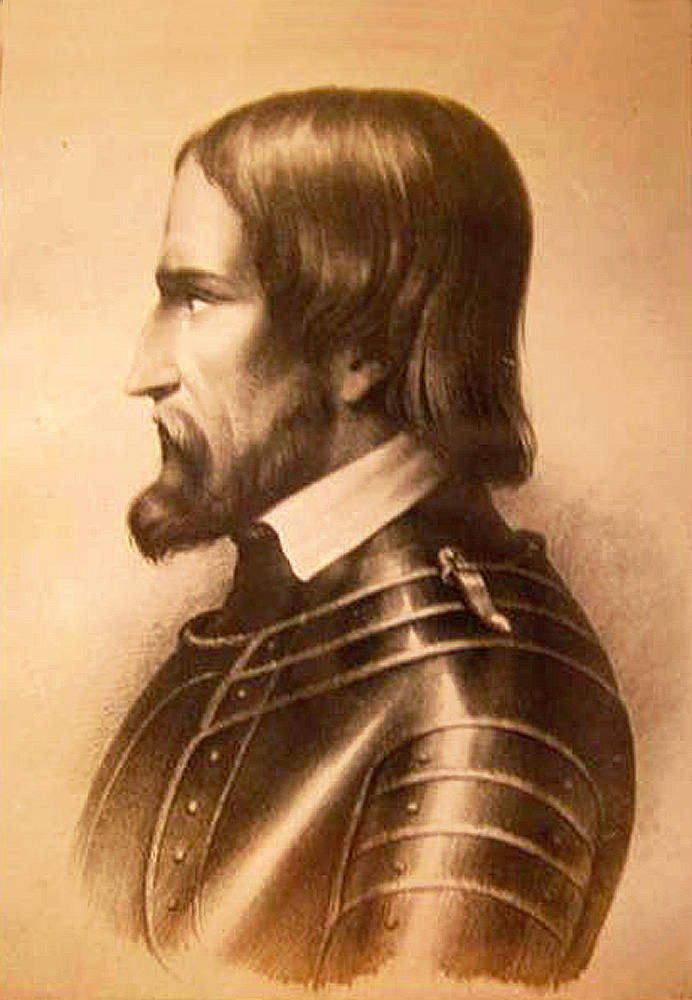
Antoine de Beaumont, baron des Adrets (1512 ou 1513 - 1587) (collection de 1910)
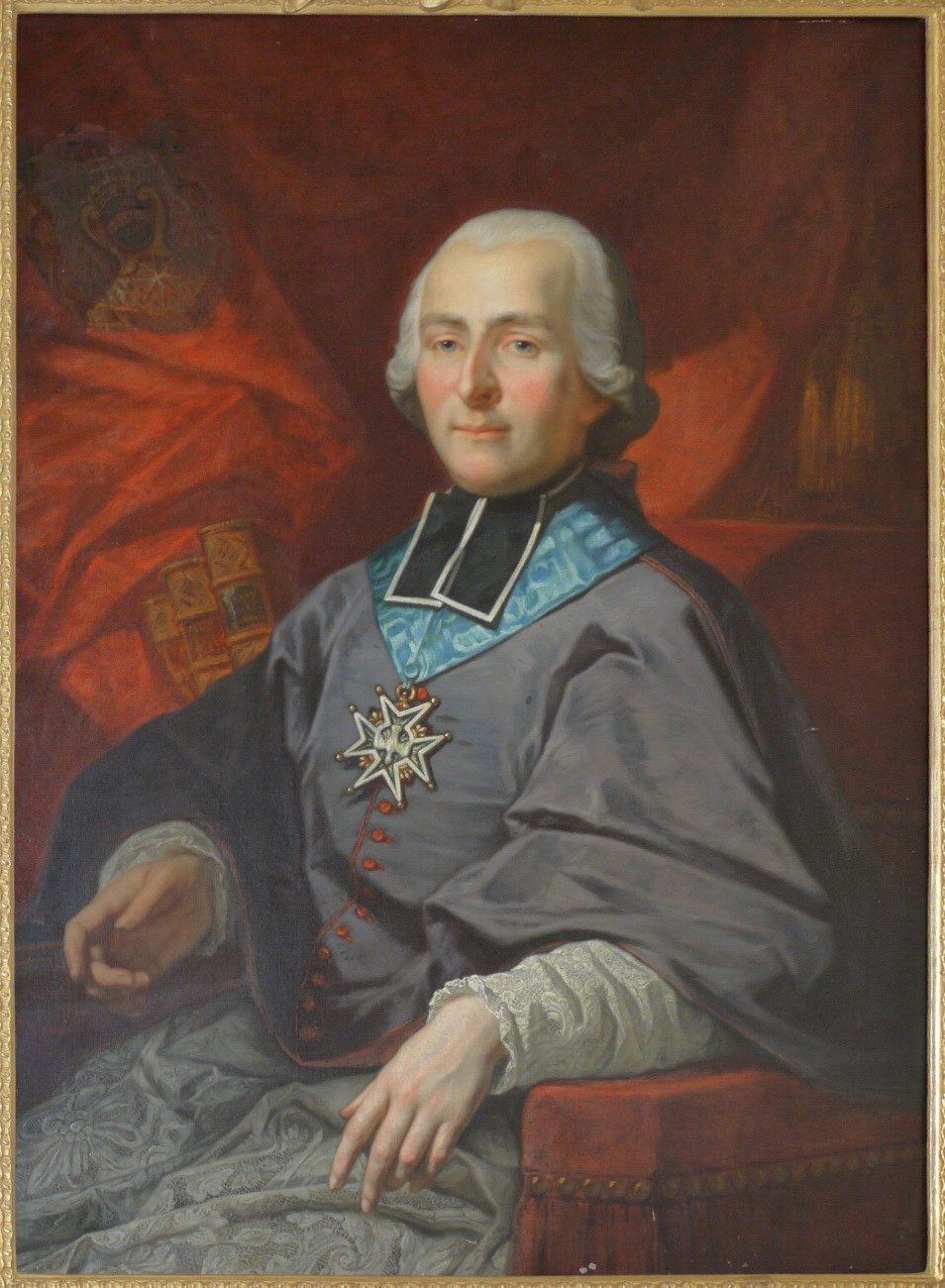
Mgr de Beaumont (1703-1781)
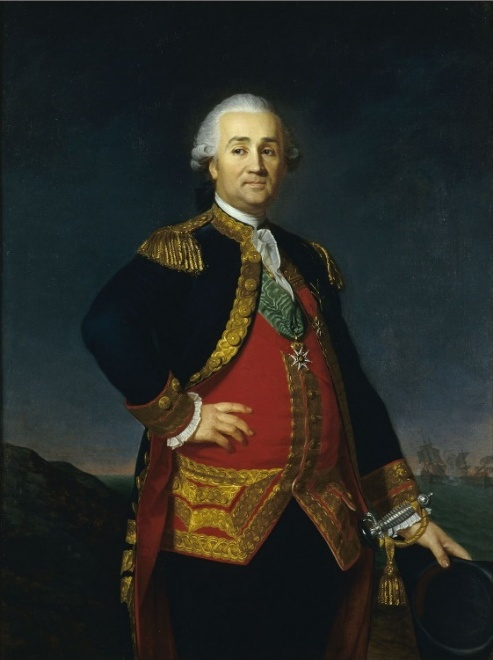
Antoine de Beaumont (1733-1805)
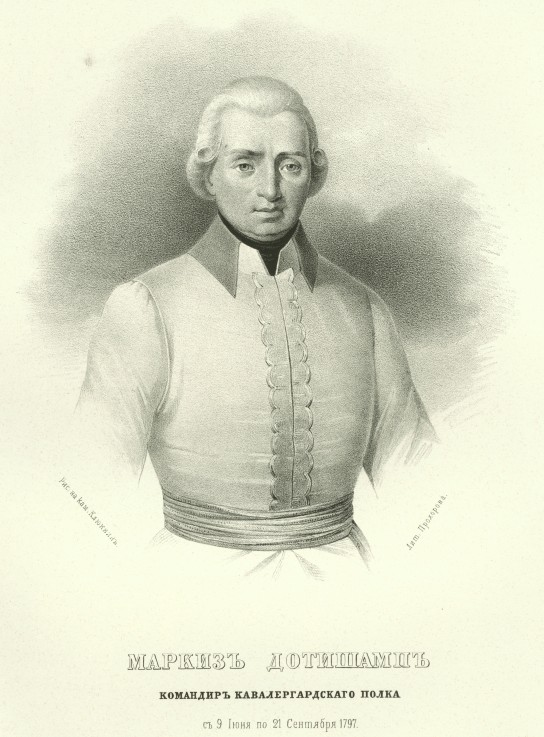
Jean Thérèse de Beaumont d'Autichamp (1738-1831)
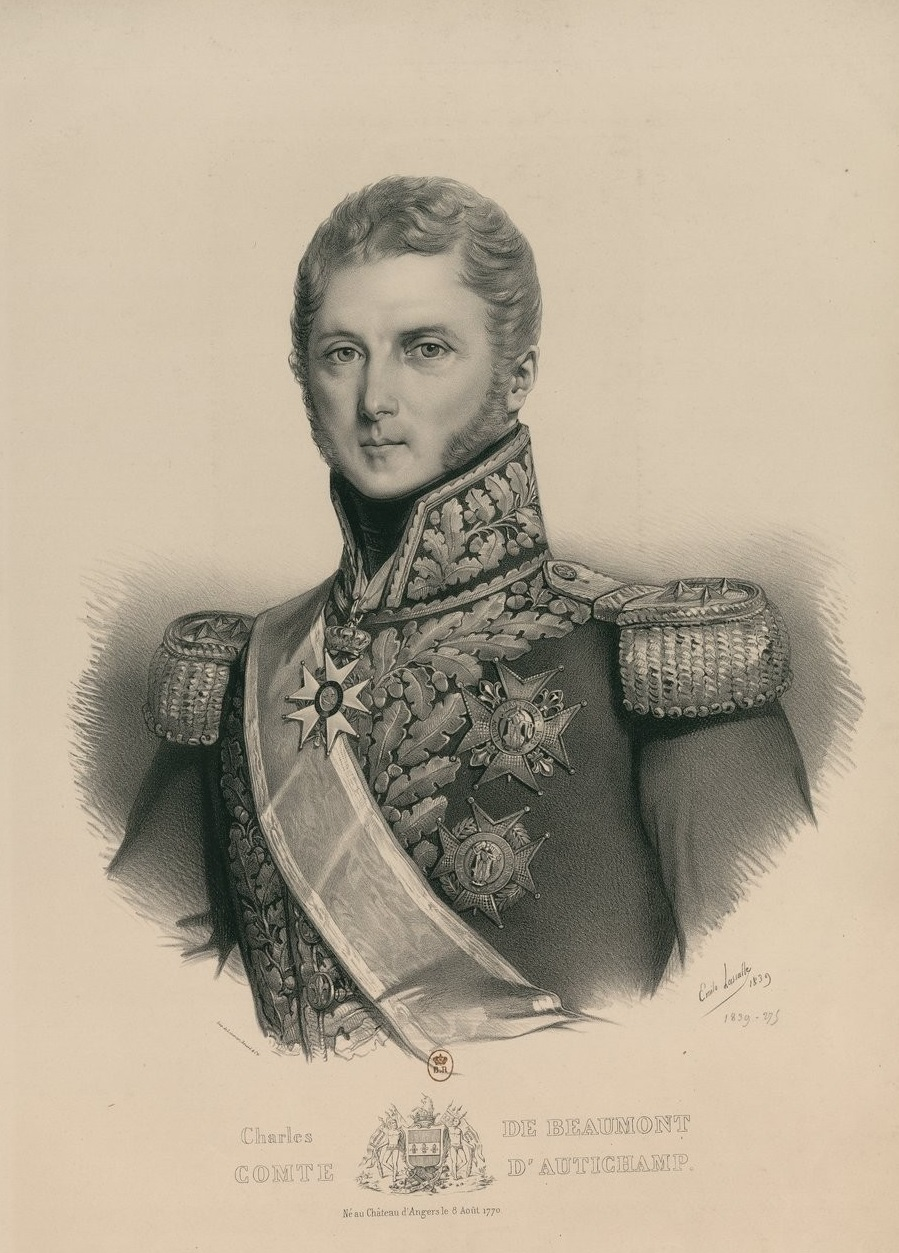
Charles de Beaumont d'Autichamp (1770-1859)

## Armes, devise, titre
| Famille de Beaumont | De gueules, à la fasce d'argent, chargée de trois fleurs de lys d'azur. La branche Beaumont-Champrond brise d'un croissant montant d'argent, en pointe. Devise : Impavidum ferient ruinae. Cri : Beaumont ! Beaumont ! |

- Titre : comte (1817)[3]

Les autres titres portés par cette famille sont des titres de courtoisie.